# Favela (pel·lícula)
Favela és una pel·lícula coproducció de l'Argentina i el Brasil dirigida per Armando Bó sobre el seu propi guió segons l'argument de Hugo Mac Dougall que es va estrenar el 3 d'agost de 1961 i va tenir com a protagonistes a Isabel Sarli, Iara Jati i Jece Valadão.

## Sinopsi
Una jove de la favela brasilera passa a luxosos escenaris de la cançó internacional.

## Repartiment
Van participar del film els següents intèrprets:
- Isabel Sarli
- Iara Jati
- Arnaldo Montel
- Ruth de Souza
- Menezes Monsueto
- Adalberto Silva
- Adelco Lanza
- José Da Silva
- Moassir Derengendrin
- Carlos A. Marín
- Moacyr Deriquém
- Terezinha Lopes
- Jece Valadão

## Comentaris
King va dir en la seva crònica a El Mundo :
| « | ”Salta del pintoresquisme dels morros carioques a la bellesa física d'Isabel Sarli. Es mou entre aquests elements secundant-se sense major seguretat, en la història sentimental i artística d'una noia que de la pobresa i l'anonimat passa al luxe material mitjançant la seva transformació en vedette teatral.” | » |